# بن لیدل
بن لیدل (انگلیسی: Ben Liddle؛ زادهٔ ۲۱ سپتامبر ۱۹۹۸) بازیکن فوتبال است.
از باشگاه‌هایی که در آن بازی کرده‌است می‌توان به باشگاه فوتبال فارست گرین راورز اشاره کرد.